# Idioma amis
Amis es el idioma formosano de los Amis (o Ami), un pueblo tribal indígena que vive a lo largo de la costa este de Taiwán (ver aborígenes taiwaneses). Actualmente es la lengua formosana más grande, se habla desde Hualien en el norte de Taitung en el sur, con otra población cerca del extremo sur de la isla, aunque las variedades del norte se consideran lenguas separadas. Los servicios gubernamentales en los condados donde muchas personas Amis viven en Taiwán como las estaciones de tren de Hualien y Taitung emiten en Amis junto al mandarín. Sin embargo, pocos Amis menores de 20 años en 1995 hablan el idioma, y no se sabe cuántos de los 138 000 Amis étnicos son hablantes.

## Dialectos
Amis es un grupo de dialectos. Las variedades del norte, Sakizaya y Nataoran, son lo suficientemente divergentes como para ser clasificadas como lenguas separadas. Dentro de Amis propiamente dicho, hay dialectos de Tavalong-Vata'an, Medio y Sur, este último incluyendo Malan y Hengchun Amis.
- Ami
  - Amis
    - Fatang
    - Fata'an

  - Sakizaya
  - Nataoran

## Fonología
La siguiente discusión abarca el dialecto central de Amis (Maddieson & Wright).

### Consonantes
|                         | Labial | Dental | Alveolar | Palatal | Velar | Epiglotal | Glotal |
| ----------------------- | ------ | ------ | -------- | ------- | ----- | --------- | ------ |
| Nasales                 | m      | n̪      |          |         | ŋ     |           |        |
| Oclusivas y africadas   | p      | t̪      | t͡s       |         | k     | ʡ ~ ʢ     | ʔ      |
| Fricativas              | v      | ð̪ ~ ɮ̪  | s        |         | (ɣ)   | ʜ         | h      |
| Vibrante                |        |        | r        |         |       |           |        |
| Vibrante simple lateral |        |        | ɺ̠        |         |       |           |        |
| Aproximants             | w      |        |          | j       |       |           |        |

Las oclusivas sordas / p t k ʡ / y la africada / t͡s / son liberados en grupos, de modo que cecay "uno" se pronuncia [t͡sᵊt͡saj]; Como es / s /: sepat "cuatro" es [sᵊpatʰ]. La oclusiva glotal es una excepción, frecuentemente no teniendo soltamiento perceptible en posición final. Las fricativas sonoras, / v ɮ ɣ / (estas últimas sólo se encuentran en préstamos) se transforman en [f ɬ x] cuando se hacen sordas. / ɮ / puede ser interdental o post-dental. Las sibilantes, / t͡s s /, son opcionalmente palatalizadas ([t͡ɕ ɕ]) antes de / i /. / j / no ocurre en la posición inicial de la palabra. / ɺ / es a menudo post-alveolar, y en la posición final se libera: [ʡuʡuɺ̠ᵊ] "niebla".
/ ɮ / muestra una variación dialéctica. En Fengbin, una ciudad en el centro del territorio Amis, se pronuncia como una fricativa dental central, [ð̪], mientras que en la ciudad de Kangko, solamente a 15 kilómetros, es una lateral [ɮ̪]. En Amis del Norte, es una oclusiva [d̪], que puede ser laxa [ð̪] intervocalicamente. También se dice que las epiglotales tienen diferentes pronunciaciones en el norte, pero las descripciones son contradictorias. En Amis Central, / ʜ / siempre es sorda y / ʡ / suele acompañarse de vibraciones que sugieren que implica una vibrante epiglotal [ʢ]. Edmondson y Elsing informan que estos son verdaderas epiglotales inicialmente y medialmente, pero en la posición de pronunciación final, son epiglotafaríngeos.
Sakizaya, considerada como una lengua separada, contrasta una sorda / z / con una sonora / s /.
En la ortografía práctica, / ts / se escribe ⟨c⟩, / j / ⟨y⟩, / ʡ / ⟨'⟩, / ʔ / ⟨^⟩, / ɮ / ⟨d⟩, / ŋ / ⟨ng⟩, y / ʜ / ⟨x⟩.

### Vocales
|         | Anterior | Central | Posterior |
| ------- | -------- | ------- | --------- |
| Cerrada | i        |         | u         |
| Media   |          | (ə̆)     |           |
| Abierta |          | a       |           |

Amis tiene tres vocales comunes, / i a u /. A pesar del hecho de que una gran cantidad de latitud se da sólo con la necesidad de distinguir tres vocales, las vocales de Amis se mantienen cerca de sus valores cardinales, aunque hay más movimiento de /a/ y /u/ uno hacia el otro (tendiendo al /o/) Que hay en el espacio de las vocales frontales (en el rango /e/).
Una schwa epentética sorda separa opcionalmente las sílabas, como se señaló anteriormente. Sin embargo, hay un pequeño número de palabras donde una schwa corta (escrito e) puede ser fonémico. Sin embargo, no se conoce ningún contraste que involucre a la schwa, y si es también epentético, entonces Amis tiene palabras sin vocales fonémicas. Ejemplos de esta e son "malmes" "triste", pronunciado [maɺə̆mːə̆s], y "nem" seis, pronunciado [ʡnə̆m] o [ʡə̆nə̆m].